# Província de Brandenburg
La Província de Brandenburg (alemany: Provinz Brandenburg) fou entre els anys 1815 i 1919 una província del Regne de Prússia i durant els anys entre els dues guerres mundials (del 1919 fins al 1945) part de l'Estat Lliure de Prússia. El nucli central del territori comprenia majoritàriament el Marcgraviat de Brandenburg (excepte de la regió d'Altmark) i la regió de la Baixa Lusàcia. 

## Geografia
La Província va comprendre parts grans de la Plana d'Alemanya del Nord, estenent-se des del riu Elba a l'oest fins més enllà de l'Oder a l'est, on la regió de Brandenburg Oriental (o de Neumarkt) feia frontera amb el Gran Ducat de Posen (província de Posen des del 1848). Altres províncies limítrofes eren la de Pomerània al nord-est, la de Silèsia al sud-est i la de Saxònia al sud-oest. Brandenburg també compartia frontera amb els grans ducats de Mecklenburg-Schwerin i de Mecklenburg-Strelitz al nord-oest, com també amb Anhalt a l'oest.
Al costat de les àrees riberenques de l'Elba i de l'Oder, la província comprenia grans parts de la conca de l'Spree i del Havel. La ciutat més poblada era Berlín al centre de la província, amb els seus suburbis de Spandau, Charlottenburg, Schöneberg i Neukölln. Altres grans ciutats eren Potsdam, la residència reial, Frankfurt, Landsberg (avui en dia Gorzów Wielkopolski) a l'est, Brandenburg an der Havel com també Cottbus, Forst i Guben (Gubin) a la Baixa Lusàcia. 

## Història
Els primers pobladors coneguts que van habitar Brandenburg foren els sueus. Durant el període de les grans migracions als sueus els succeïren els eslaus polabis la fortalesa dels quals a Brandenburg an der Havel fou conquerida per Enric I l'Ocellaire. Enric va subjugar les tribus eslaves fins a l'Oder i el seu fill Otó vaig establir la Marca Geronis en el seu territori, amb el govern conferit al noble saxó Geró.
El 965 es va crear la Marca del Nord tot i que bona part d'ella es va perdre arran de la revolta eslava del 965. El títol de marcgravi no es va convertir en hereditari fins Albert I de Brandenburg, també anomenat "Albert l'Ós" un altre compte saxó de la Casa d'Ascània, que establí el Marcgraviat de Brandenburg el 1157. El seu fill, el marcgravi Otó I va aconseguir la dignitat d'un Arxi-Camarlenc del Sacre Imperi Romanogermànic al 1177. L'emperador Carles IV confirmà la dignitat electoral amb Butlla d'Or del 1356. Més endavant el 1373 assignà l'electorat al seu fill Venceslau IV. L'Elector de Brandenburg ostentava la setena posició entre els electors de l'Imperi i tenia cinc vots al Consell dels Prínceps.
El 1415 el burgravi Frederic de Nürenberg, va adquirir Brandenburg iniciant-se d'aquesta manera la Casa de Hohenzollern que fins al 1918 regnaria primer a Prússia i després a l'Alemanya del II Reich. Al llarg del temps, els Hohenzollern al costat dels Habsburg, esdevindrien una de les principals dinasties reials europees. El margraviat va formar el nucli de l'estat de Brandenburg-Prússia i el "Gran Elector" Frederic Guillem va fer diverses ampliacions al seu territori. Pel Tractat de Wehlau de 1657, Frederic Guillem va assolir sobirania plena als seus dominis, el qual va permetre al seu fill Frederic I assumir la corona de "Rei en Prússia" al 1701.

### Establiment
El marcgraviat fou un dels territoris que va quedar com una de les parts constituent de Prússia, fins que després de les Guerres napoleòniques i el Congrés de Viena de 1815, l'administració del regne va ser dividida en deu províncies. La majoria del territori Marcgraviat va ser incorporat a la Província nova de Brandenburg, més notablement el Mittelmark entre els rius Elba i Oder i el Neumark,regió a l'est de l'Oder. Tanmateix, l'Altmark a la riba occidental de l'Elba va ser incorporat a la Província de Saxònia. La Província de Brandenburg també contenia el territori de la Baixa Lusàcia (on Cottbus ja havia estat un enclavament brandeburguès des del segle XV) així com l'àrea al voltant de Belzig i Jüterbog, tot annexionat del Regne de Saxònia per la seva aliança amb Napoleó.
La Província al comandament d'un Oberpräsident estava subdividida en dos governacions (Regierungsbezirke) anomenades corresponien a les seves capitals respectives, Potsdam al nord-oest (amb Mittelmark, Prignitz i Uckermark) i Frankfurt al sud-est (Neumark i Baixa Lusàcia). El govern provincial era al principi situat al Potsdam, que era la residència reial. Al 1827 es va moure a Berlín, va retornar a Potsdam al 1843 i finalment al 1918 va anar a Charlottenburg. Berlín, la capital de Prússia, formava al principi part de la Província, però a partir de la Revolució Industrial de la dècada del 1830 ràpidament es va convertir en una metròpoli, i a partir de l'1 Abril de 1881 es va convertir en una Ciutat-districte autònoma (Stadtkreis Berlín).
Per contrast, les regions exteriors rurals, encara que la servitud havia estat oficialment abolida al 1807 amb diferents reformes, la propietat de la terra es caracteritzava per ser de nobles grans propietaris (Junker), de manera similar al que passava a les províncies prussianes orientals de Silèsia i Pomerània. Les condicions al camp van quedar en gran part sense modificar, fins i tot durant les Revolucions de 1848 que van portar a lluites violentes als carrers de Berlín. La vida provincial va ser perpetuada en les novel·les per Theodor Fontane i especialment en l'obra descriptiva Wanderungen durch dau Mark Brandenburg.

### Estat lliure de Prússia
Després de la Primera Guerra Mundial i les resolucions del Tractat de Versalles de 1919, la Província de Brandenburg 
es va desplaçar a la vora oriental de la República de Weimar, compartint una frontera comuna de 35 km amb la Segona República Polonesa. Al 1920, la Llei del Gran Berlín va expandir els límits territorials de Berlín, incorporant nombrosos districtes i poblacions dels voltants, que pertanyien a Brandenburg, per formar el Gran Berlín (Groß-Berlin), inclòs Charlottenburg, la seu del govern provincial.
La Gran Depressió va ajudar el Partit Nazi a establir-se com un poder polític important. Després del Machtergreifung el 30 de gener de 1933, el Gauleiter nazi Wilhelm Kube va assumir el càrrec d'Oberpräsident, i va ser succeït per Emil Stürtz al 1936. A causa de la seva ubicació a la proximitat de la capital alemanya, Brandenburg era un centre del règim de terror Nazi, amb campaments de concentració com Sachsenhausen i Ravensbrück i residències Nazis com Carinhall. En els últims dies de la Segona Guerra Mundial l'era el lloc de combats sagnants com el dels Turons de Seelow, de l'Halbe i finalment la batalla de Berlín.
Al 1945, després de la guerra, el Neumark territori a l'est de la Línia Oder-Neisse va ser cedit a la República de Polònia per formar el Voivodat de Zielona Góra (inicialment part del Voivodat de Poznań entre 1945 i 1950, esdevenia Voivodat de Lubusz al 1998 després de fusionar amb el Voivodat de Gorzów). El restant territori va esdevenir part de la zona d'ocupació soviètica i va ser transformat a l'estat de Brandenburg, amb Potsdam com a capital estatal. Al 1949, l'estat de Brandenburg va passar a ser part d'Alemanya de l'Est i, juntament amb els altres estats d'Alemanya Oriental, va ser dissolt al 1952 i dividit a districtes administratius. Al 1990, després de la Reunificació alemanya, Brandenburg va ser re-establert com a Estat federat alemany de la República Federal d'Alemanya.

## Administració
El govern prussià assignava per a cada província un Oberpräsident (literalment traduït com a "President Superior"). Aquest governador tenia al seu càrrec les prerrogatives reials a nivell provincial com també supervisava el compliment de les decisions governamentals en els nivells inferiors de l'administració. 
A partir del 1875, amb l'enfortiment de l'autonomia de les províncies, els districtes urbans i rurals (Kreise) escollien els seus representants a les dietes provincials (Landtage). Aquests parlaments legislaven d'acord amb les competències que els estaven transferides. La dieta provincial de Brandenburg elegia un cos executiu provincial (govern), de nom oficial Comitè Provincial (Provinzialausschuss), com també un cap provincial, el Landesdirektor (literalment traduït com a "Director de Terra").

### Presidents superiors de Brandenburg
- 1815–1824: Georg Friedrich Christian von Heydebreck (1765–1828)
- 1825–1840: Friedrich Magnus von Bassewitz (1773–1858)
- 1840–1842: vacant
- 1842–1848: August Werner von Meding (1792–1871)
- 1848–1849: Robert von Patow (1804–1890), per pro
- 1849–1850: vacant
- 1849–1850: August Hermann Klemens Freiherr Wolff von Metternich (1803–1872),
- 1850–1858: Eduard Heinrich von Flottwell (1786–1865)
- 1859–1862: Eduard Heinrich von Flottwell (1786–1865)
- 1862: Werner Ludolph Erdmann von Selchow (1806–1884)
- 1862–1879: Gustav Wilhelm von Jagow (1813–1879)
- 1879–1899: Heinrich von Achenbach (1829–1899)
- 1899–1905: Theobald von Bethmann-Hollweg (1856–1921)
- 1905–1909: August von Trott zu Solz (1855–1938)
- 1909–1910: Friedrich Wilhelm von Loebell (1855–1931)
- 1910–1914: Alfred von Conrad (1852–1914)
- 1914–1917: Rudolf von der Schulenburg (1860–1930)
- 1917–1919: Friedrich Wilhelm von Loebell (1855–1931)
- 1919–1933: Adolf Maier (1871–1963), DDP
- 1933–1936: Wilhelm Kube (1887–1943), NSDAP
- 1937–1945: Emil Stürtz (1892–1945), NSDAP

### Directors de terra de Brandenburg
- 1876–1896: Albert Erdmann Karl Gerhard von Levetzow (1827–1903), Partit Conservador alemany
- 1896–1912: Otto Karl Gottlob von Manteuffel (1844–1913), Partit Conservador alemany
- 1912–1930: Joachim von Winterfeldt-Menkin (1865–1945)
- 1930–1933: Hugo Swart (1885–1952)
- 1933–1944: Dietloff von Arnim (1876–1945), NSDAP

## Subdivisions

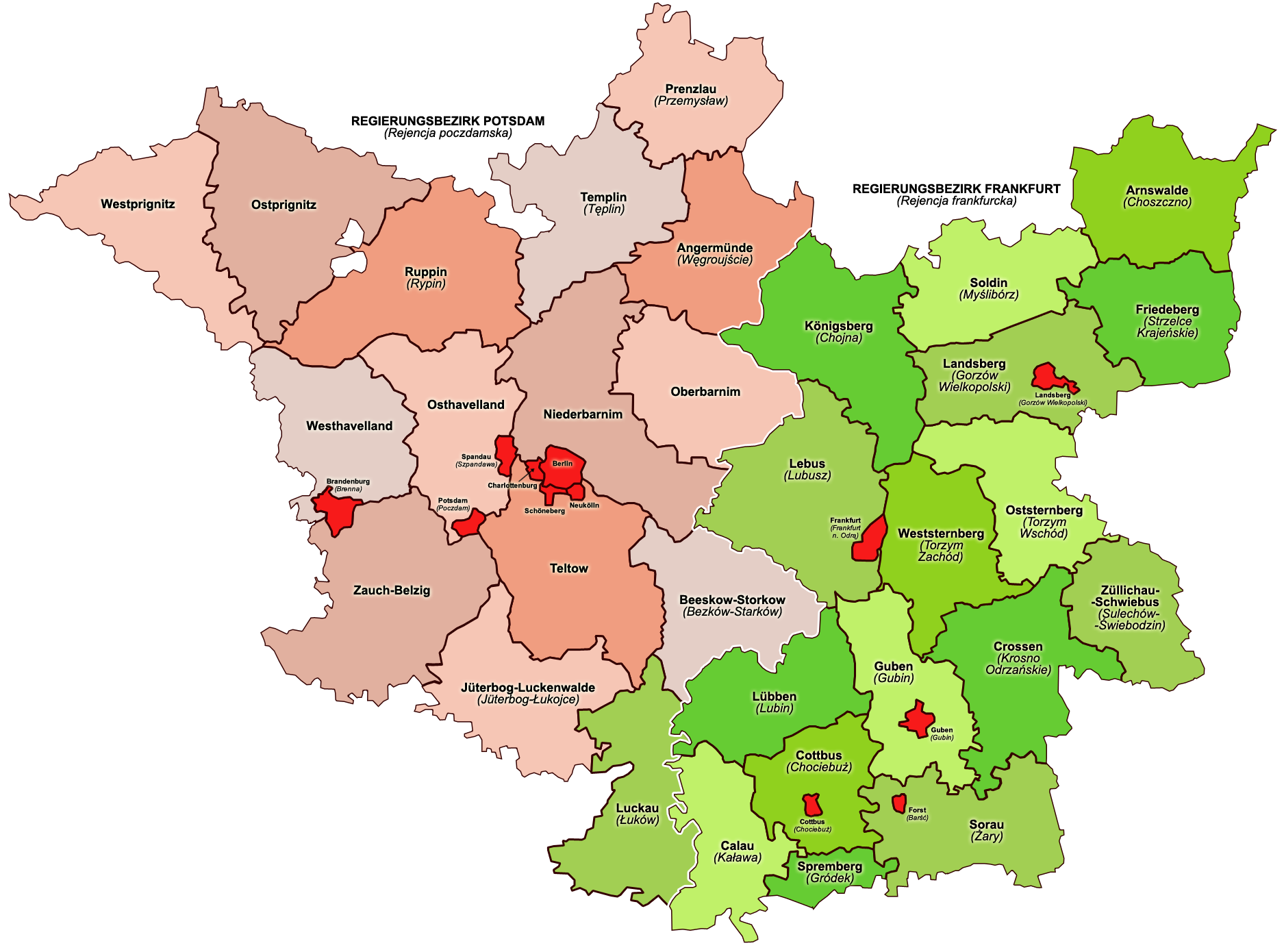
Mapa administratiu del 1905

Des del 1822 la província de Brandenburg va ser dividida en dos Regierungsbezirke (governacions): el de Frankfurt i el de Potsdam. Entre els anys 1816 i el 1822 existí a més el de Berlín que comprenia la mateixa capital i les localitats de Charlottenburg, Gesundbrunnen, Lichtenberg, i Stralau. El 1822 la regió de Berlín es va fusionar amb la de Potsdam.

### Regierungsbezirk Berlín
Establert el 1816 aquesta governació es va fusionar el 1822 amb la de Potsdam. 

### Regierungsbezirk Frankfurt

#### Districtes urbans(Stadtkreise)
1. Cottbus (1886–1950, des del 1952 capital del districte (en alemany, Bezirk) del mateix nom; des del 1990 part del Land de Brandenburg)
2. Forst (Lusàcia), (1897–1950; la part oest de l'Oder va fusionar en el districte de Cottbus; des del 1947 part de l'Estat de Brandenburg)
3. Frankfurt de l'Oder, (fins al 1827, 1877–1950, i de 1952; 1947–1952, i des del 1990 part del Land de Brandenburg)
4. Guben, (1884–1950; la part oest de l'Oder va fusionar en el districte de Cottbus; des del 1947 part de l'Estat de Brandenburg)
5. Landsberg, (1892–1945)

#### Districtes rurals(Landkreise)
1. Arnswalde, (1818–1945; fins al 1938 integrat a la Província de Brandenbrug, d'aquesta data fins al 1945 a la província de Posen-Prússia Occidental, des d'aleshores integrada a Polònia amb el nom de Choszczno)
2. Calau, (1818–1950); després intregrat al Bezirk de Cottbus i des del 1990 en el Land de Brandenburg)
3. Cottbus, (1818–1952; entre el 1952 i el 1990 pertanyent al districte homònim, i des del 1990 part del Land de Brandenburg)
4. Crossen, (1818–1945, d'aleshores ençà incorporada a Polònia amb el nom de Krosno Odrzańskie)
5. Küstrin, (en l'actualitat, Kostrzyn nad Odrą a Polònia)
6. Friedeberg Nm, (històricament pertanyent a la regió de Brandenburg Oriental, fins al 1938 integrat a la Província de Brandenburg, i des d'aquesta data fins al 1945 part de la Província de Pomerània; la capital era Frides del 1945 ençà dins de Polònia amb el nom de Strzelce Krajeńskie)
7. Guben, (1818–1945; des del 1950 al Bezirk de Cottbus, i del 1990 ençà del Land de Brandenburg)
8. Königsberg Nm.
9. Landsberg, (1818–1945, d'aleshores ençà Districte de Gorzów, a Polònia)
10. Lebus, (1816–1945; des d'aquest any part de Polònia)
11. Luckau, (1816–1952; després part del Bezirk de Cottbus, del 1990 ençà del Land de Brandenburg)
12. Lübben, (1816–1952; el 1835 l'àrea de Beeskow fou cedida a Beeskow-Storkow; des del 1952 del districtre de Cottbus, i del 1990 al Land de Brandenburg)
13. Meseritz, (1818–1945; fins al 1938 part de Posen-Prússia Occidental)
14. Oststernberg, (1873–1945; des d'aquesta data integrat a Polònia) separada del districte de Sternberg)
15. Schwerin (1887–1945; fins al 1938 incorporada a Posen-Prússia Occidental)
16. Soldin, (1818–1945, en l'actualitat dins Polònia amb el nom de Myślibórz)
17. Sorau, (1816–1 April 1946, oest de resta del Oder va fusionar a Cottbus, Forst i Spremberg districtes)
18. Spremberg (Lusàcia), (1818–1993; 1947–1952, i des del 1990 part del Land de Brandenburg)
19. Sternberg, (1816–1873)
20. Weststernberg, (1873–1945; separada del districte de Sternberg)
21. Züllichau-Schwiebus, (1818–1945)

### Regierungsbezirk Potsdam

#### Districtes urbans(Stadtkreise)
1. Berlín, (1822–1881; l'1 d'abril del 1881 la ciutat va ser separada de la Província de Brandenburg.[4])
2. Brandenburg (Havel), (de 1881; de 1947 part de l'estat de Brandenburg)
3. Charlottenburg, (1877–1920; fusionat amb el Gran Berlin)
4. Eberswalde, (1911–1950; formava part del districte d'Oberbarnim: entre 1950 i la reunificació alemanya, dins el Beziirk de Frankfrut; des del 1990, del Land de Brandenburg)
5. Lichtenberg, (1908–1920; de 1912: conegut amb el nom Berlín-Lichtenberg; fusionat al Gran Berín)
6. Potsdam, (de 1809; 1947–1952, d'aquesta data fins al 1990 capital del Bezirk homònim, del 1990 ençà part del Land de Brandenburg)
7. Rathenow, (1925–1950; fusionat en Westhavelland districte; de 1947 part de l'estat de Brandenburg)
8. Rixdorf, (1899–1920; de 1912: conegut amb el nom Berlín-Neukölln; fusionat al Gran Berín)
9. Schöneberg, (1899–1920; des del 1912 conegut amb el nom de Berlín-Schöneberg; posteriorment integrat al Gran Berín)
10. Spandau, (1886–1920; fusionat al Gran Berlín)
11. Wilmersdorf, (1907–1920; de 1912: conegut amb el nom Berlín-Wilmersdorf; fusionat al Gran Berlín)
12. Wittenberge, (1922–1950; fusionat al districte de Westprignitz; de 1947 part de l'estat de Brandenburg)

#### Districtes rurals(Landkreise)
1. Angermünde, (1818–1952; de 1947 part de l'estat de Brandenburg)
2. Beeskow-Storkow, (1836–1950; combinat de parts de Teltow-Storkow i Lübben; de 1947 part de l'estat de Brandenburg)
3. Jüterbog-Luckenwalde (Rebatejat districte de Luckenwalde al 1946; 1818–1952; de 1947 part de l'estat de Brandenburg)
4. Niederbarnim (; 1818–1952; àmpliament fusionat al Gran Berlín al 1920; de 1947 i al 1947 la resta amb l'estat de Brandenburg)
5. Oberbarnim (1818–1952; de 1947 part de l'estat de Brandenburg)
6. Osthavelland (1816–1952; àmpliament fusionat al Gran Berlín al 1920; de 1947 i al 1947 la resta amb l'estat de Brandenburg)
7. Ostprignitz (1818–1952; de 1947 part de l'estat de Brandenburg)
8. Prenzlau, (1818–1952; de 1947 part de l'estat de Brandenburg)
9. Ruppin, (1818–1952; de 1947 part de l'estat de Brandenburg)
10. Teltow, (1836–1952; part de Teltow-Storkow; àmpliament fusionat al Gran Berlín al 1920; de 1947 i al 1947 la resta amb l'estat de Brandenburg)
11. Teltow-Storkow, (1816–1835; dividit a Teltow i Storkow, el qual va fusionar amb del nord Lübben a Beeskow-Storkow)
12. Templin, (1818–1952; de 1947 part de l'estat de Brandenburg)
13. Westhavelland (1816–1952; de 1947 part de l'estat de Brandenburg)
14. Westprignitz (1818–1952; de 1947 part de l'estat de Brandenburg)
15. Zauch-Belzig, (1817–1952; de 1947 part de l'estat de Brandenburg)